# Christian Gottlob von Voigt

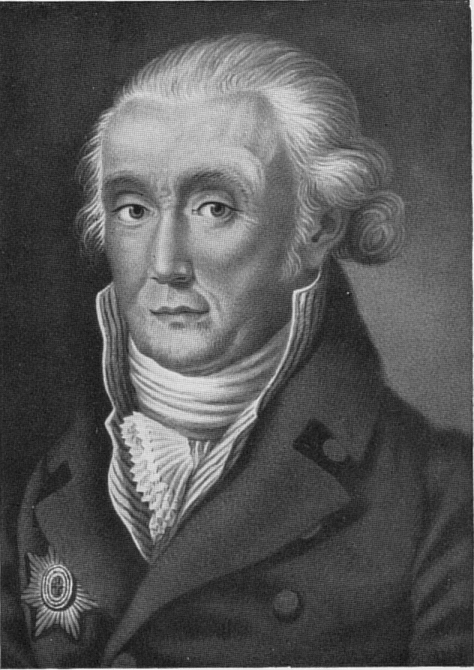
Christian Gottlob Voigt

Christian Gottlob Voigt, ab 30. Januar 1807: von Voigt (* 23. Dezember 1743 in Allstedt; † 22. März 1819 in Weimar) war deutscher Dichter, großherzoglich Sachsen-Weimar-Eisenachischer Wirklicher Geheimer Rat und Präsident des Staatsministeriums sowie Ministerkollege von Johann Wolfgang von Goethe in Weimar.

## Familie
Voigt war ein Sohn des Rats und Justiz-Amtmanns Gottlieb Wilhelm Voigt im Amt Allstedt. Der Geologe Johann Karl Wilhelm Voigt war sein jüngerer Bruder. Er heiratete am 29. Mai 1770 Johanna Viktoria geb. Hufeland, verw. Michaelis (* 1741, † 20. August 1815), Tochter von Johann Christoph Hufeland und Viktoria Hufeland, geb. Müller. Das Ehepaar hatte zwei überlebende Kinder. Die Tochter Caroline Amalie Victoria (* 2. Mai 1773, † 4. Januar 1825) litt an Schwermut und wurde bis zum Tod im Elternhaus betreut. Der Sohn Christian Gottlob der Jüngere starb jung (* 1774, † 1813). Nach dem Tod von Johanna Viktoria 1815 heiratete Voigt in zweiter Ehe am 31. Oktober 1815 Amalie Caroline Friederika geb. Hufeland (* 8. Oktober 1766; † 23. Januar 1843), eine Nichte seine ersten Frau und Witwe des Weimarer Regierungsrates Friedrich Heinrich Gotthelf Osann (* 1753; † 29. März 1803). Sie brachte vier Söhne mit in die Ehe, darunter Emil Osann (1787–1842), später Professor der Medizin in Berlin, Friedrich Gotthilf Osann (1794–1858), später Professor der Philologie in Jena und in Gießen und Gottfried Wilhelm Osann (1797–1866), später Professor für Chemie und Physik in Tartu und Würzburg.

## Leben
Voigt besuchte von 1757 bis 1761 die Klosterschule Roßleben und war ab 1758 zum Studium der Rechte in Jena eingeschrieben. Ab 1766 war er Hofadvokat extraord. und Akzessist in der Weimarer Bibliothek. 1770 wurde er Nachfolger seines Vaters als Amtmann in Allstedt.
1783 schlug Goethe ihn als zweites Mitglied in der Bergmannskommission vor. 1794 wurde er Geheimer Rat, 1809 Staatsminister und 1815 Präsident des Staatsministeriums in Weimar. In Anerkennung seiner Verdienste wurde ihm am 23. Dezember 1815 das Großkreuz Hausorden vom Weißen Falken des Großherzogtums Sachsen-Weimar-Eisenach verliehen. 
Voigt liegt auf dem Jacobsfriedhof in Weimar begraben.

## Wirken

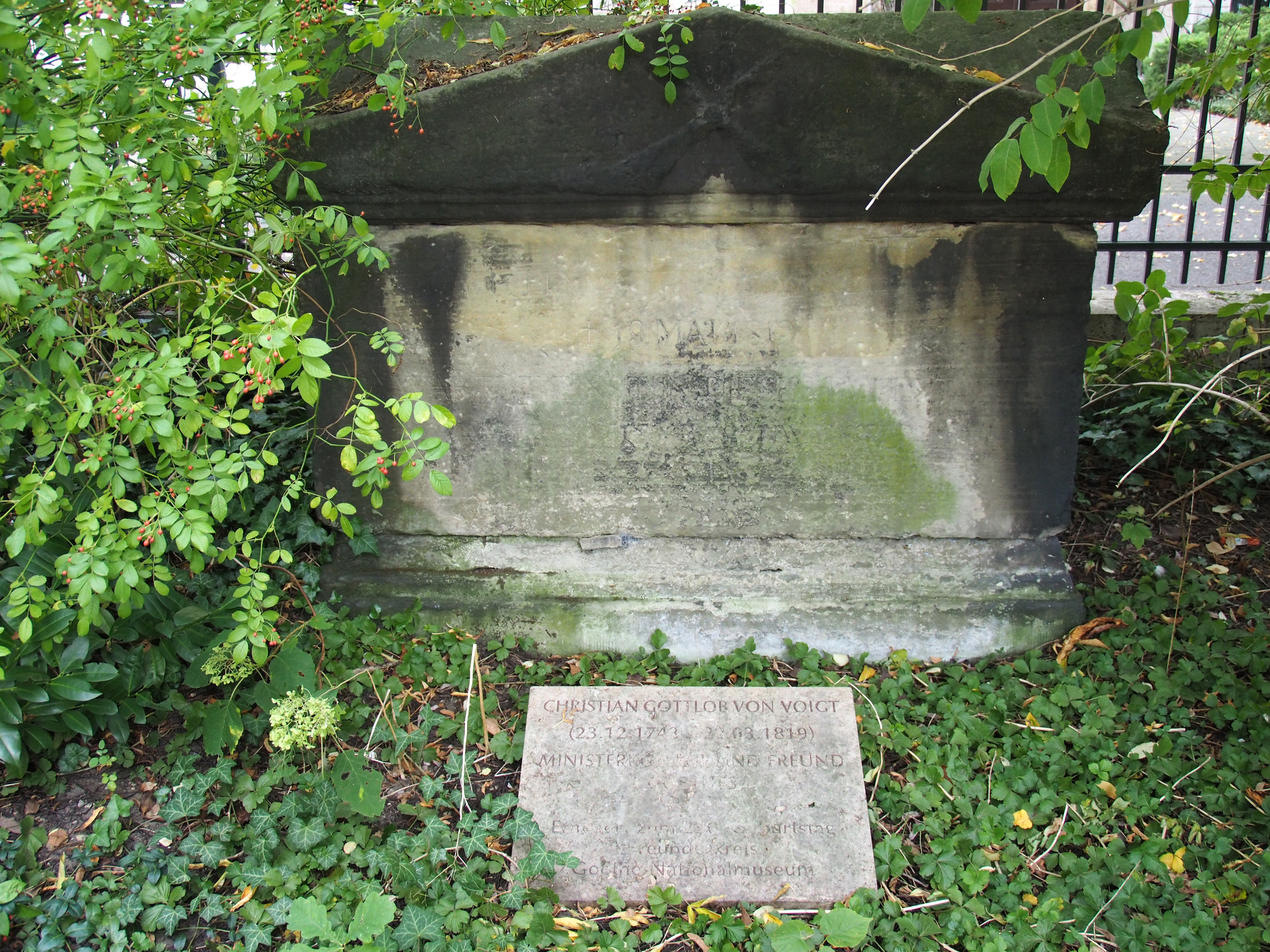
Sandsteinsarkophag auf dem Jacobsfriedhof Weimar

Christian Gottlob von Voigt war mit Johann Wolfgang von Goethe fast vierzig Jahre in Dienstgeschäften und privat eng verbunden, ebenso mit Johann Karl August Musäus, Christoph Martin Wieland, Johann Gottfried Herder und Friedrich Schiller. Auch im Briefwechsel Goethes mit Christiane Vulpius wurde er mehrfach erwähnt. 
Er galt als tüchtiger und pflichtbewusster Beamter, der über einen weiten Gesichtskreis verfügte und der nebenbei dichtete und den Naturwissenschaften nachging, sofern dies die Amtsgeschäfte zuließen. Neben Goethe führte er die Oberaufsicht der herzoglichen Bibliothek (heute Herzogin-Anna-Amalia-Bibliothek). Im Rokoko-Saal steht eine Gipsbüste von ihm. Weitere Büsten und auch ein Gemälde sind im Goethe-Nationalmuseum.